# والاس آرثر
والاس آرثر (بالإنجليزية: Wallace Arthur)‏ هو عالم وراثة بريطاني، ولد في 30 مارس 1952 في بلفاست في المملكة المتحدة.